# Yaakov Dori
Yaakov Dori (în ebraică יעקב דורי), născut cu numele de Yaakov Dostrovsky (n. 8 octombrie 1899, Odessa, Imperiul Rus – d. 29 ianuarie 1973, Haifa, Israel) a fost un general și inginer israelian, născut în Rusia. A fost cel dintâi șef al Marelui Stat Major al Armatei israeliene în perioada 1948-1949, cu rangul de general-locotenent (echivalent cu cel de general de corp de armată).

## Anii de copilărie și tinerețe
Născut la Odessa, în Imperiul Rus (azi în Ucraina) ca Yakov, fiu al lui Tzvi și Myriam Dostrovski, în anul 1899, a emigrat cu familia sa în Palestina, aflată în zilele acelea sub stăpânire otomană, în 1905, în urma pogromurilor antievreiești din orașul natal.
Absolvent al Liceului real din Haifa, s-a înrolat în cursul Primului Război Mondial în „Legiunea evreiască” (Hagdud Haivri) care a participat, în cadrul armatei britanice, la operațiile militare împotriva Turciei. Ulterior, in timpul regimului de mandat britanic în Palestina s-a alăturat mișcării evreiești clandestine  de apărare Hagana, luând numele conspirative "Dani" și "Egoz". În anul 1921, această activitate de apărare a așezărilor evreiești, mai ales la Tel Aviv și Jaffa din timpul răzmerițelor arabe din mai, i-a adus excluderea din rândurile armatei britanice. A plecat în cele din urmă la studii de inginerie în Belgia.

## Activitatea în anii de maturitate
La întoarcere a îndeplinit funcții de conducere în ierarhia Haganei în domeniul tehnic, educativ și militar, a ajuns comandant al organizației în regiunea Haifa, iar între anii 1939-1946 a fost șeful Statului Major al  Haganei. În funcțiile pe care le-a îndeplinit a pus mare accent pe perfecționarea cursurilor de ofițeri și pe pregătirea fizică și tehnică a luptătorilor.
În anii 1946-1947 a plecat în S.U.A pentru a conduce eforturile de achiziționare de armament pentru armata evreiască aflate în fașă, în așteptarea grelelor încercări ce o așteptau. În anul 1947, întors în Palestina, a revenit la conducerea Statului Major al Haganei, care s-a transformat în anul 1948 în Statul Major al Armatei noului stat Israel.
La recomandarea lui David Ben Gurion, ca o mare parte dintre conducătorii militari și civili ai țării, și-a schimbat numele de familie într-unul ebraic, Dori. 
În pofida talentelor sale de comandant și organizator, problemele de sănătate nu i-au permis însă să-și desfășoare activitatea de comandant așa cum și-a dorit și a trebuit, în cursul Războiului de independență al Israelului, să fie ajutat în mare măsură de adjunctul său, generalul Yigael Yadin. La data de 9 noiembrie 1949 s-a retras din cadrul armatei și generalul Yadin i-a urmat în funcția de Șef al Statului Major.

## În viața civilă
În continuare, generalul în rezervă Yaakov Dori a condus Consiliul pentru probleme științifice de pe lângă primul ministru al Israelului, iar între anii 1952 - 1965 a îndeplinit funcția de președinte al Politehnicii din Haifa, Tehnionul. A fost membru în Comisia Olshan - Dori care a anchetat „Afacerea Lavon”.
Mai apoi a desfășurat o scurtă activitate politică mai ales pe plan municipal, în cadrul fracțiunii Rafi (Lista muncitorească) condusă de fostul prim ministru David Ben Gurion. După excluderea acestuia din partidul Mapai, a făcut parte din consiliul primăriei și a îndeplinit un timp funcția de viceprimar al Haifei.
A fost căsătorit din anul 1929 cu Badana Pintov, cadru didactic, originară din Kuzereț (Ucraina).
Fiul său, generalul brigadier Yerahmiel Dori, a fost comandantul forțelor de geniu israeliene. Fiica sa, Eitana Padan, este biochimistă, profesoară de ecologie microbiană la Universitatea ebraică din Ierusalim.

## Onoruri
În memoria lui Yaakov Dori o tabără militară la Tel Hashomer, o stradă în cartierul Ahuza din Haifa, precum și străzi în Beer Sheva și în alte orașe israeliene îi poartă numele.